# Acidiplasma
Acidiplasma ist eine Gattung von Archaeen, die zusammen mit der Gattung Ferroplasma zur Anfang der 2000er Jahre erstmals beschriebenen Familie Ferroplasmaceae gehört.

## Beschreibung und Forschungsgeschichte
Acidiplasma cupricumulans wurde im Jahr 2006 aus einer Sickerlösung isoliert, die in der Bergbaustätte der Myanmar Ivanhoe Copper Company (MICCL) in Myanmar entnommen worden war.
Die Spezies wurde zunächst als Ferroplasma cupricumulans bzw. Ferroplasma cyprexacervatum beschrieben, d. h. als Mitglied der Schwestergattung Ferroplasma innerhalb der gemeinsamen Familie Ferroplasmaceae. Es handelte sich dabei um das erste leicht thermophile Mitglied dieser Gruppe; Referenzstamm ist BH2.
Im Jahr 2009 wurde dann Acidiplasma als eine neue Gattung von acidophilen und thermophilen Archaeen charakterisiert, mit A. aeolicum als Typusspezies. Aufgrund der Ähnlichkeit der 16S-rRNA und der DNA-DNA-Hybridisierung wurde vorgeschlagen, die bisherige Spezies Ferroplasma cupricumulans in diese neue Gattung Acidiplasma überzuführen und in Acidiplasma cupricumulans umzubenennen.

## Systematik
Die hier angegebene Taxonomie basiert mit Stand 24. Februar 2022 auf den folgenden Quellen:
- B – Bacterial Diversity (BacDive), Deutsche Sammlung von Mikroorganismen und Zellkulturen (DSMZ)[8]
- L – List of Prokaryotic names with Standing in Nomenclature (LPSN), Deutsche Sammlung von Mikroorganismen und Zellkulturen (DSMZ)[6]
- N – National Center for Biotechnology Information (NCBI, Taxonomy Browser)[2]

Familie Ferroplasmaceae Golyshina et al. 2000 (L,N), mit Schreibvariante Ferroplasmataceae (N)
- Gattung Acidiplasma Golyshina et al. 2009 (L,N)
  - Spezies Acidiplasma aeolicum Golyshina et al. 2009 (L,N) — Typus (L)
    - Stamm Acidiplasma aeolicum VT alias DSM 18409 oder JCM 14615 (B) — Referenzstamm

  - Spezies Acidiplasma cupricumulans (Hawkes et al. 2008) Golyshina et al. 2009 (B,L,N)[4], früher Ferroplasma cupricumulans Hawkes et al. 2008 (B,L,N) alias Ferroplasma cyprexacervatum[10]
    - Stamm Acidiplasma cupricumulans BH2 alias DSM 16651 oder JCM 13668 (B,N) — Referenzstamm

  - Spezies Acidiplasma sp. MBA-1 (N)
  - ?Spezies Ferroplasmaceae archaeon WS (nach OneZoom),[3] mit Schreibvariante Ferroplasmataceae archaeon WS[11]

## Etymologie
Der Gattungsname Acidiplasma leitet sich ab von neulateinisch acidum ‚Säure‘ und altgriechisch πλάσμα plasma, deutsch ‚etwas Geformtes‘, ‚Gegossenes‘; der Name bedeutet also „säurehaltige Form“.
- Das Art-Epitheton aeolicum ist ein Adjektiv und verweist auf die Äolischen Inseln, zu denen die Insel Vulcano gehört, wo der Typusstamm gefunden wurde.[6]
- Das Art-Epitheton cupricumulans leitet sich ab von lat. cuprum ‚Kupfer‘ und den Adjektiv cumulans ‚anhäufend‘, bedeutet also „Kupfer anhäufend“.[6]